# Year of the Gentleman
Year of the Gentleman – trzeci album amerykańskiego muzyka i producenta Ne-Yo, wydany 16 września 2008 roku przez wytwórnie Def Jam. Album promują single „Closer” i „Miss Independent”.
Album był nominowany do Nagrody Grammy w kategorii Album of the Year za rok 2009.

## Lista utworów
| #  | Tytuł                      | Producent(ci)        | Czas |
| -- | -------------------------- | -------------------- | ---- |
| 1  | "Closer"                   | Stargate & Ne-Yo     | 3:54 |
| 2  | "Nobody"                   | Ne-Yo                | 3:07 |
| 3  | "Single"                   | Polow da Don         | 4:18 |
| 4  | "Mad"                      | Stargate & Ne-Yo     | 4:15 |
| 5  | "Miss Independent"         | Stargate & Ne-Yo     | 3:52 |
| 6  | "Why Does She Stay"        | The Stereotypes      | 4:33 |
| 7  | "Fade into the Background" | Shomari "Sho" Wilson | 3:18 |
| 8  | "So You Can Cry"           | Syience              | 4:18 |
| 9  | "Part of the List"         | Chuck Harmony        | 4:10 |
| 10 | "Back to What You Know"    | Stargate & Ne-Yo     | 4:10 |
| 11 | "Lie to Me"                | Shea Taylor          | 4:27 |
| 12 | "Stop This World"          | Chuck Harmony        | 4:24 |